# Carbondale (Illinois)
Carbondale è una città degli Stati Uniti d'America, situata nella Contea di Jackson, nello Stato dell'Illinois.
Nell'agosto 1852, Daniel Harmon Brush, John Asgill Conner e Dr. William Richart comprarono 360 ettari di terra lungo il diritto di passaggio per la Illinois Central Railroad con l'intenzione di fondare una nuova città. L'ispirazione per il nome della città venne dai piani di Brush per sviluppare le operazioni di estrazione di carbone delle miniere nella regione. Il primo treno attraversò la città sulla linea principale nord da Cairo nel 1854, durante la giornata dell'indipendenza.
Entro la fine della guerra civile, Carbondale era diventata non solo un centro regionale per il business e di trasporto, ma anche un centro di educazione con la fondazione del Collegio Carbondale, che divenne Southern Illinois College nel 1869. Carbondale si aggiudicò la gara per la nuova scuola di formazione insegnanti per la regione e Southern Illinois University aprì qui nel 1874. Questo diede alla città una nuova industria, nuovi cittadini e una scuola modello per integrare le scuole pubbliche.
Nel 1947, il Collegio aveva ottenuto lo status di Università completo e il nome fu cambiato in Southern Illinois University, (SIUC citato spesso SIU) che oggi conta oltre 246.000 di alunni in 186 programmi accademici. I legami profondi fra SIUC e Carbondale continuano a svilupparsi. La ricerca e la conoscenza pratica dall'università hanno un impatto sostanziale su molti aspetti della città.
Il centro di sviluppo economico di Dunn-Richmond fornisce la facilità di addestramento per i commerci di area e facoltà e studenti del rubinetto degli imprenditori per una vasta gamma di bisogni. Immensamente importante è il contributo sociale ed economico dei centri delle arti e dello spettacolo di SIUC, del museo, dei complessi di sport e delle facilità della ricreazione, che sono godute non solo dagli studenti, ma anche dai residenti e dagli ospiti di Carbondale.